# Justinas Dabrila
Justinas Dabrila (* 15. März 1905 in Našiškiai, Rajongemeinde Vilkaviškis; † 22. Juni 1941 im Wald Budavonė bei Bartninkai, nahe Vilkaviškis) war ein litauischer römisch-katholischer Priester, Professor und Märtyrer.

## Leben
Er lernte im Gymnasium Marijampolė und Vilkaviškis. Von 1920 bis 1926 studierte er am Priesterseminar Vilkaviškis und von 1927 bis 1928 an der Lietuvos universitetas.  1928 wurde er zum Priester geweiht. Danach promovierte er in Philosophie. Ab 1935 war er Kaplan im Gymnasium Vilkaviškis und ab 1936 lehrte er am Priesterseminar Vilkaviškis als Professor. 1941 wurde er mit den Priestern Vaclovas Balsys und Jonas Petrika vom NKWD gefoltert.
Sein Grab befindet sich an der Kirche Alksnėnai.